# 劉世綸
劉世綸（1486年—？），字伯序，號厓東，陝西岷州衛軍籍，山西大同府懷仁縣人，明朝政治人物。

## 生平
正德五年（1510年）庚午科陝西鄉試第七名舉人，十二年（1517年）中式丁丑科會試第二百二十九名，二甲第七十三名進士。刑部觀政，授戶部主事。

## 家族
曾祖劉寄三；祖父劉浩；父劉景春，知縣。母曾氏；繼母杜氏。嚴侍下。兄劉世經，弟劉世縉、劉世紳、劉世續。